# Dead Samaritan
Dead Samaritan ist eine finnische Death- und Thrash-Metal-Band aus Tampere, die 2001 unter dem Namen The Beauty of Dying gegründet wurde.

## Geschichte
Am 4. Januar 2001 diskutierten der Gitarrist Marko Saarinen und der Schlagzeuger Janne „Homicide“ Honkanen während eines Festivals in Hämeenlinna über die Gründung einer Band. Da Saarinen bereits zuvor mit dem Sänger Pasi „Putte“ Lehtinen in anderen Bands gespielt hatte, holte er diesen für den Gesangsposten dazu. Als Bassist wurde Markus Maltari aka Marcus Moberg gefunden, den die anderen Mitglieder auch schon durch vorherige Bands kannten. Etwa sechs Monate später stieß Teemu „Antinist“ Raunio als zweiter Gitarrist hinzu. Im September wurde ein erstes Demo, First Kill, aufgenommen und als Bandname The Beauty of Dying ausgewählt. 2002 folgten weitere Proben sowie die Aufnahmen eines zweiten Demos unter dem Namen Dark Matter. Zudem wurde der erste Auftritt abgehalten, nämlich auf dem Hellbound III in Lahti im März 2002. 2003 wurde Raunio durch Jussi Leppänen ersetzt und der Bandname in Dead Samaritan umgeändert. Im Anschluss wurden regelmäßig Proben abgehalten und neue Songs geschrieben. Nach weiteren Proben erschien im Juli 2004 das nächste Demo, Bone Hill Revelation, das eine Auflage von 200 Stück hatte und das erste mit neuem Bandnamen war. Durch das Demo konnte die Band ihre Bekanntheit steigern, weshalb das Jahr 2005 hauptsächlich mit Konzertauftrittenen verbracht wurde. Später im Jahr verließ Leppänen die Gruppe, woraufhin er durch den Gitarristen Eetu Tingander ersetzt wurde. Anschließend gab die Band ihr vorerst letztes Konzert im selben Jahr auf dem Rocklinna Metal Fest in Hämeenlinna. Anfang 2006 stieg der Bassist Maltari aus. Da Tingander zwar neue Songideen, Saarinen jedoch keine Motivation hatte und zudem zu sehr mit der Arbeit und seinem Studium beschäftigt war, legte die Band eine Schaffenspause ein, die auch das ganze Jahr 2007 anhielt. 2008 nahmen Saarinen und Honkanen die Aktivität wieder auf, indem sie ein paar alte Demoaufnahmen zusammen spielten. Im folgenden Jahr schlossen sich Proben an und es wurde an neuen Songs gearbeiten. Im Dezember wurde außerdem die Besetzung vervollständigt, die nun neben Saarinen und Honkanen aus der Sängerin Valendis Suomalainen, dem Gitarristen Matti Viholainen und dem Bassisten Eero „Deathholic“ Virtanen bestand. Das nächste Demo schloss sich 2010 unter dem Namen Counting the Body Toll an, das von Henri Virsell produziert und in seinem Studio aufgenommen worden war. Zudem trat die Band im selben Jahr erstmals in neuer Besetzung in Tampere zusammen mit Nation Despair auf. Im selben Jahr wurden daraufhin noch weitere Konzerte abgehalten. Auch nahm die Band an dem Sampler D.O.P. 3 mit dem Lied Laid to Waste teil. 2011 wurden die Arbeiten an weiterem Material fortgesetzt, sodass fast genügend für ein Studioalbum vorhanden war. Auch war man weiterhin live präsent, ein Konzert wurde mitgeschnitten. Im  Mai wurde für ein paar Monate ein Vertrag bei The Pain Fucktory Promotion & Booking Agency unterzeichnet, um die Bekanntheit in Südamerika zu erhöhen. Ende 2012 wurde bei dem britischen Label Casket Music das Debütalbum The Only Good Samaritan… veröffentlicht. 2013 erreichte die Band einen weltweiten Promovertrag bei Metal Revelation aus Dänemark. Zudem wurden im November die Aufnahmen zum zweiten Album begonnen, das im September 2014 mit dem Titel The Devil Tunes erschien. Im August war die Band außerdem auf dem Sampler Five Ways to Die von The Pain Fucktory Records (Peru) mit drei neu gemasterten Liedern von der Demoveröffentlichung Counting the Body Toll vertreten. Da Honkanen bei einer Bandparty im Januar 2015 seinen Fuß verletzt hatte, war die Gruppe in diesem Jahr kaum aktiv. Seit 2016 hält die Gruppe vereinzelte nationale Auftritte ab.

## Stil
Neil Arnold von metalforcesmagazine.com schrieb über The Devil Tunes, dass das Album für Fans von klassischem Thrash Metal im Stil von Kreator oder auch von Nervosa geeignet ist. Der Gesang klinge rau und wütend. Die Songs seien meist schnell, kurz und aggressiv, wobei jedoch auch immer wieder mittelschnelle Passagen eingestreut würden. Das Album weise außerdem Death-Metal-Einflüsse auf. André Gabriel von Metal.de rezensierte das Album ebenfalls. Er merkte die nur durchschnittliche Qualität der Stücke an. Erinnert fühlte er sich beim Hören der Lieder an die ebenfalls finnische Band Nocturnal, weil beide Gruppen den weiblichen Gesang, der auf Klargesang verzichte, gemeinsam hätten. Im Gegensatz zu Nocturnal verfalle Dead Samaritan gesanglich mehrfach in Death-Metal-Bereiche. Die Lieder seien oft schnell, würden jedoch immer wieder von groovenden Elementen unterbrochen.

## Diskografie
als The Beauty of Dying
- 2001: First Kill (Demo, Eigenveröffentlichung)
- 2002: Dark Matter (Demo, Eigenveröffentlichung)

als Dead Samaritan
- 2004: Bone Hill Revelation (Demo, Eigenveröffentlichung)
- 2010: Counting the Body Toll (Demo, Eigenveröffentlichung)
- 2012: The Only Good Samaritan… (Album, Casket Music)
- 2014: The Devil Tunes (Album, Eigenveröffentlichung)